# Deutschland-Klasse (1906)
Die Deutschland-Klasse war eine Klasse von Linienschiffen der Kaiserlichen Marine. Ab 1903 auf Stapel gelegt, war sie die letzte Klasse von Einheitslinienschiffen der Kaiserlichen Marine. Obwohl veraltet, nahmen die Einheiten der Klasse 1916 an der Skagerrakschlacht teil, die Pommern ging dabei verloren. Drei Schiffe wurden unter den Bedingungen des Versailler Vertrags in die Reichsmarine übernommen. Die Schlesien und die Schleswig-Holstein nahmen noch aktiv am Zweiten Weltkrieg teil.

## Entwurf und Konstruktionsmerkmale
Die Schiffe ähnelten stark der vorhergehenden Braunschweig-Klasse. Mit einer Maximalverdrängung von etwas über 14.000 t waren sie kleiner als zeitgenössische Schiffe anderer Seemächte.
Als Hauptbewaffnung führten sie vier 28,0-cm-Geschütze in zwei Zwillingstürmen in der damals üblichen Aufstellung vorn und achtern. Im Gegensatz zu den Linienschiffen anderer Nationen wurde bei der Deutschland-Klasse kein halbschweres Zwischenkaliber eingeführt, man blieb bei der einheitlichen Mittelartillerie vom Kaliber 17 cm. Die 14 Geschütze waren alle in Kasematten aufgestellt. 20 8,8-cm-Geschütze zur Abwehr von Torpedobooten und sechs Unterwasser-Torpedorohre (eines im Bug, eines im Heck und je zwei in der Breitseite) vervollständigten die Bewaffnung.
Die Panzerung war gegenüber der Braunschweig-Klasse etwas verstärkt worden. Der Seitenpanzer auf Höhe der Wasserlinie betrug mittschiffs über Antriebsanlage und Hauptartillerie 240 mm und verjüngte sich zum unteren Rand hin auf 140 mm. Vor und hinter dieser zentralen Panzerzitadelle, die von Panzerquerschotts von 170 mm Stärke abgeschlossen wurde, war die Panzerung der Wasserlinie 100 mm stark. Oberhalb des Seitenpanzers hatte die Zitadelle einen Panzer von 170 mm, der gleichzeitig die Mittelartillerie schützte. Das Panzerdeck lag in der Zitadelle ungefähr auf Höhe der Wasserlinie und war 40 mm dick mit seitlichen Böschungen von 67 mm, die an die Unterseite des Seitenpanzers stießen. Außerhalb der Zitadelle lag der Horizontalpanzer ein Deck tiefer und hatte keine Böschungen. Das Oberdeck über den Kasematten hatte eine Panzerung von 30 mm. Die Türme der schweren Artillerie hatten einen Panzer von bis zu 280 mm und ruhten auf Barbetten mit einer Panzerung von 250 mm. Der Schutz des vorderen Kommandostandes war bis zu 300 mm, des achteren Kommandostandes bis zu 140 mm stark.
Als Antrieb dienten drei Verbunddampfmaschinen mit dreifacher Dampfdehnung, die von zwölf kohlegefeuerten Dampfkesseln gespeist 17.000 PS erzeugten und auf drei Wellen wirkten. Die Kesselanlage war im Gegensatz zur Vorgängerklasse vereinheitlicht worden und bestand nun ausschließlich aus engrohrigen Marinewasserrohrkesseln vom Typ Schultz-Thornycroft. Die Geschwindigkeit war auf 18 kn berechnet und wurde bei den Probefahrten von allen fünf Schiffen um 0,5 bis 1,1 kn überschritten. 1915 erhielten die Kessel eine Ölzusatzfeuerung.
Kritisiert wurde bereits zur Zeit ihrer Fertigstellung, dass alle Schiffe dieser Klasse fertiggestellt wurden, obwohl in ihre Bauzeit die „Dreadnought-Revolution“ fiel, die alle Einheitslinienschiffe obsolet machte.

## Geschichte

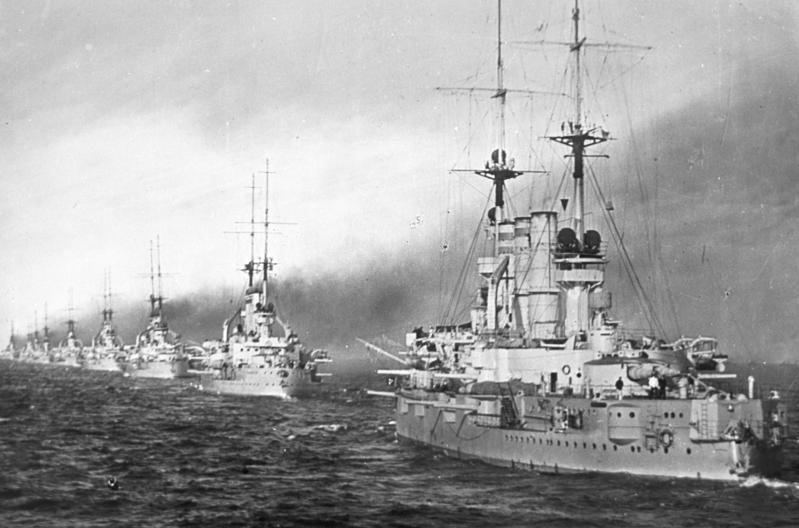
Geschwader von Linienschiffen der Deutschland-Klasse in Kiellinie

Im Ersten Weltkrieg gehörten die Schiffe meist zum II. Geschwader und versahen Vorposten- und Sicherungsdienst. Unter Konteradmiral Franz Mauve nahmen alle Schiffe der Klasse zusammen mit der Hessen der Braunschweig-Klasse an der Skagerrakschlacht teil, obwohl sie veraltet waren. Sie wurden wegen ihrer geringen Überlebenschancen auch als „Fünfminutenschiffe“ bezeichnet. Am Ende der deutschen Schlachtlinie fahrend, kamen sie während der Tagschlacht nur wenig unter Feuer. In der Nacht wurden sie jedoch von britischen Torpedobootzerstörern angegriffen, wobei die Pommern einen Torpedotreffer erhielt, explodierte und sank.
Ab 1917 wurden die verbliebenen Schiffe aus dem aktiven Flottendienst genommen und als Wohn-, Schul- oder Wachschiffe eingesetzt. Hannover, Schlesien und Schleswig-Holstein wurden in die Reichsmarine übernommen und hauptsächlich als Schulschiffe genutzt. Dabei wurden sie mehrfach umgebaut. Schlesien und Schleswig-Holstein waren zum Ausbruch des Zweiten Weltkriegs noch im Dienst und nahmen am deutschen Angriffskrieg gegen Polen teil, wobei die Schleswig-Holstein die ersten Schüsse des Zweiten Weltkrieges auf die Westerplatte bei Danzig abfeuerte. Die Schlesien unterstützte zum Ende des Krieges deutsche Truppen gegen die Rote Armee.

## Verbleib
- Pommern sank am 1. Juni 1916 nach britischem Torpedotreffer beim Rückmarsch von der Skagerrakschlacht.
- Deutschland wurde 1920 gestrichen und bis 1922 in Wilhelmshaven abgewrackt.
- Hannover wurde 1935 gestrichen und 1944 bis 1946 in Bremerhaven abgewrackt.
- Schleswig-Holstein wurde 1936 Kadettenschulschiff und nach Bombentreffern am 21. März 1945 in Gotenhafen selbst versenkt.
- Schlesien wurde 1935 Kadettenschulschiff und nach Minentreffer am 4. Mai 1945 vor Swinemünde selbst versenkt.